# Metal Gear Solid: Peace Walker
Metal Gear Solid: Peace Walker es un videojuego desarrollado por Kojima Productions (Konami) que salió a la venta para la PSP el 8 de junio del 2010 en los Estados Unidos y el 18 de junio del 2010 en Europa. El juego ha sido desarrollado por el mismo equipo que desarrolló Metal Gear Solid 4, y el guion fue escrito por Hideo Kojima, creador de la saga Metal Gear. Los sucesos transcurren 4 años después de la misión en San Jerónimo de Portable Ops y una década después de la operación Snake Eater de Metal Gear Solid 3.
El juego fue presentado durante la conferencia de prensa de Sony en el E3 de 2009 por el propio Hideo Kojima, tras la famosa cuenta atrás que tuvo lugar dentro de la web de Kojima Productions, en la sección "Kojima Productions Next", que contenía un vídeo flash donde se mostraron 5 cuentas regresivas seguidas distintas, que mostraba una lluvia que comenzó, avanzó y se paró durante el tiempo que duró el flash, y sobre la cual se podían ver algunos caracteres, aparte de la cara de Big Boss, y de Raiden. Se presupone que la cara de Raiden estaba allí con motivo del nuevo Metal Gear Solid: Rising para PS3, XBOX 360 y PC y la de Big Boss para el nuevo título Metal Gear Solid: Peace Walker exclusivo para PSP.
Sin embargo, en junio de 2011 se confirmó por parte de Konami que este título llegaría también a PlayStation 3 con su serie "PSP HD Remasters" mejorado tanto gráficamente como en los controles.

## Historia
Diez años después de la operación Snake Eater, y 4 años después de los eventos de San Jerónimo de Portable Ops, Naked Snake (quien mantiene el título de Big Boss), vive ahora en Costa Rica, Puerto Limón, con su propia empresa de mercenarios llamada Millitaires Sans Frontières o MSF.
Snake llega en una moto mientras se aproxima a la zona de entrenamiento, donde todos los soldados llevan máscaras, luego de entrenar, llega Kazuhira Miller con dos personajes más: Paz Ortega Andrade y Ramón Gálvez Mena quien contrata los servicios de MSF pagando con una nueva base de operaciones en el mar del Caribe, con tal de que eche a un grupo misterioso (CIA) de Costa Rica. Snake se rehúsa pero Gálvez le convence al sacar un Walkman con una cinta donde se escucha la voz de su mentora The Boss.
Snake se infiltra en un centro de suministros y descubre una conversación donde dicen que se cargaron "lanzas" o misiles nucleares.
Gálvez dijo que probablemente el grupo sandinista le ayudará, así que Snake se acerca a donde los habían capturado. Varios miembros lo confunden con el Che Guevara en donde conoce a la comandante y líder del grupo Amanda Valenciano Libre y a su hermano Chico.
Llega el "Colibrí" o Chrysalis (un Metal Gear incompleto pero con funcionamiento de tipo aéreo) y secuestra a Chico, Amanda lo persigue como Snake la sigue a ella. Snake se enfrenta a un vehículo blindado y logra capturarlo (o destruirlo, depende del jugador) Amanda se rompe la pierna y se desmaya y le pide a Snake que traiga a su hermano.que se encuentra en una aldea usada de prisión.
Luego de rescatar a Chico y decirle que desde ese día había muerto (ya que le dispara a una foto de él) diciéndole: "Acabo de malgastar una bala, no malgastes así tu vida" y "Hoy has vuelto a nacer y esa vida me la debes". Chico le cuenta la ruta de las "lanzas", pero que por donde pasarán vio un monstruo al que llamó "El Basilisco" y que mide casi 30 m.
Luego de mandar a Chico a Mother Base, Snake persigue al tren que lleva las armas nucleares, pero justo antes de entrar en un túnel por el que iban los camiones, un tanque le destruye la entrada y le da a Snake una dura batalla.
Luego de vencerlo, Chico le cuenta de otra forma de llegar a las montañas: haciendo explotar una muralla en la aldea donde tenían a Chico.
Una vez dentro, Snake se las arregla para pasar hasta una base en un cráter y busca los misiles que llevan en los camiones pero se da cuenta de que ya no están ahí.
Snake escucha una conversación entre un agente y un científico en una peculiar silla de ruedas -Huey- en la cual termina siendo arrojado por las escaleras. Snake le ayuda y entra en la base donde ve a la Chrysalis levantándose por la boca del cráter cargando una enorme arma aún en desarrollo.
Aparece la Arma de Inteligencia Artificial Pupa (otro Metal Gear incompleto) que es fácil de derrotar con un diseño basado en el Shagohod (Huey confiesa que no es una idea original). Tras derrotarla, Huey le revela 3 cosas importantes:
1. El arma que vio Snake es en realidad Peace Walker (el primer Metal Gear que usa piernas) y le muestra una imagen. Snake piensa rápidamente: "el Basilisco de Chico".
2. Snake eliminó a la Pupa, pero le falta eliminar a Chrysalis y a Cocoon.
3. El responsable de todo esto es Hot Coldman, el mismo hombre que lo arrojó por las escaleras.

Huey le da a Snake una tarjeta de identificación con la cual podrá entrar al laboratorio donde se está trabajando el cerebro de Peace Walker y una carta para la doctora Strangelove.
Cansado de trabajar para Coldman, Huey acepta enrolarse a MSF, donde más tarde llamará a Snake diciéndole que pueden construir su propia máquina bípeda: Metal Gear ZEKE. Para completarla, el jugador deberá volver a enfrentar a máquinas con AI (del inglés Artificial Intelligence) y conseguir las piezas. 
El laboratorio se encuentra en la selva alta de Central Heredia, donde Snake se encuentra con una ornitóloga parisina llamada Cécile Cosima Caminades (al parecer, un compuesto de palabras que suenan similar al japonés para decir "Kojima es Dios") que envía a Mother Base. Al llegar al laboratorio Snake no puede entrar ya que la tarjeta no funciona.
Cécile le dice a Snake que un soldado de chaqueta naranja tiene una tarjeta activa. Snake la consigue y logra entrar en el laboratorio, donde la Dra. Strangelove lo esperaba. Tras una agitada introducción, le dice que la principal unidad -la "Unidad Mamífero"- del AI de Peace Walker está ensamblada nada menos que con las memorias y recuerdos de The Boss.
Strangelove, para obtener más información sobre The Boss, le permite entrar a la unidad, donde Snake y The Boss hablan hasta que él pierde la conciencia y al despertar descubre que la Unidad Mamífero ya no está y debe enfrentarse con la Chrysalis.
Sabiendo que el proyecto Peace Walker está en marcha, Snake se dirige a una base subterránea disfrazada como una mina. Luego de acabar con varios guardias, aparece la Cocoon, la más grande arma no tripulada diseñada para el ataque terrestre. Tras derrotarla, Snake se infiltra en la base y vuelve a hablar con The Boss y le recuerda los sucesos de la Operación Snake Eater, a fin de descubrir sus motivos reales por las cuales desertó a la Unión Soviética, pero The Boss no recuerda nada. Snake se enfurece y grita: "Tú no eres The Boss, ella está MUERTA".
Justo en ese momento aparecen Coldman y la Dra. Strangelove con un montón de soldados, rodeando a Snake sin escape. Snake lucha pero es capturado y llevado a una cámara de tortura. 
Strangelove interroga a Snake a fin de que diga todo lo que sabe acerca de su mentora, sin quedar satisfecha. Una vez fuera, Snake se dirige al hangar de Peace Walker donde Paz esta retenida por Coldman y activa a Peace Walker haciendo que lanze un misil sobre "una base en medio del mar del Caribe (Mother Base)".
Snake logra detener a Peace Walker, pero Coldman lo ataca haciendo que lo siga (ya que posee un sistema de autodefensa). Snake usa el caballo de The Boss para seguirlos pero el caballo cae al subir una montaña y es sacrificado por Snake.
Snake acude al rescate de Paz en una base militar de Estados Unidos en Nicaragua y descubre que sospechosamente está ocupada por soldados soviéticos. Al llegar a la sala de monitores le mira en uno de estos. Lamentablemente descubren a Snake y este tiene que abrirse paso hasta la torre de control (la cual controla a Peace Walker). Miller llama a Snake diciéndole que todo MSF va en camino y que en la base solo está Huey.
Snake está rodeado por soldados y mira como Coldman casi logra escribir la contraseña para lanzar el misil nuclear hasta que llega el "Profesor Gálvez" revelando que la base en realidad esta a sus órdenes y su nombre en realidad es Vladimir Zadornov. Este felicita a Snake diciendo que se ha convertido en "el ser humano más completo del siglo" y que no pensó que haría lo que hizo con los Sandinistas: "Te di unos niños y tú los convertiste en un ejército temible". Él mismo revela que su verdadero plan es lanzar el misil a Cuba.
Zadornov dispara a Coldman (posiblemente por el hombro) y se dirige a asesinar a Snake, pero llegan justo a tiempo Miller, Amanda y Chico junto con MSF. Zadornov es capturado y llevado a Mother Base.
Todos se retiran excepto Snake quien aún tiene trabajo: enterrar a Peace Walker. Strangelove, quien ignoraba todo, se disculpa con Snake, y le responde:"no te preocupes, tengo experiencia con la terapia de choques" (haciendo referencia a la tortura que sufrió con el Coronel Volgin). Coldman, con su último aliento, activa a Peace Walker y Snake debe acabarla.
La única forma de evitar que Peace Walker dispare (que envió mensajes para hacer pensar que la URSS dispararía misiles nucleares a América) es apagando la Unidad Mamífero. Huey le informa a Snake que la única forma de entrar a ella es con una bomba atómica, sin embargo, The Boss le permite entrar. Estos mensajes hacen que Estados Unidos prepare un contraataque nuclear, lo que causaría una catástrofe mundial. Al no poder detener a Peace Walker por completo, Snake hace una llamada telefónica a Estados Unidos, confirmando que lo que ven en sus pantallas es falso, y que deben detener el contraataque. 
Con la Unidad Mamífero sin control, la segunda unidad de AI de Peace Walker, la "Unidad Reptil" compensa el mal funcionamiento de la Unidad Mamífero y decide ahogarse a sí mismo para evitar que se complete la transmisión de datos hacia la base estadounidense donde Snake finalmente confirma que fue la voluntad de The Boss al controlar la máquina.
Al final de los créditos, se escucha a Miller hablando con Snake y este termina diciendo :"Desde ahora llámame Big Boss".
Dos personajes más se unen a MSF: Paz y Strangelove.
Si el jugador completa el cuerpo del ZEKE obtendrá el segundo final.
Zadornov escapa de su celda siete veces y Snake debe buscarlo. Al finalizar la última búsqueda Miller llama a Snake por el códec: "¡Eh! -¿Qué ocurre?- Es el ZEKE se mueve -¡¿Que?!- Hay alguien dentro. Lo veo ¡Snake, ven acá pronto!
Snake se dirige a la plataforma de Mother Base donde descubre que Paz robó el ZEKE y ella se revela como Pacífica Ocean y trabaja para Cipher (que significa "Zero", dando a entender que serían Los Patriots sin Big Boss), Snake se obligado a enfrentear a ZEKE y, tras derrotarlo, Paz sale expulsada hacia el océano.
Huey va a ver el cerebro del ZEKE junto con Strangelove y descubren que volverá a ser usado. Strangelove y Huey tienen una conversación más personal.
Miller habla con Snake diciéndole que ya sabía quienes eran Paz y Gálvez y que lamentablemente todo el mundo ya sabe perfectamente quienes eran MSF (por los hechos ocurridos y el mismo incidente con Peace Walker). Snake advierte a Kaz que desde ese día los van a cazar y se pregunta "¿viviremos para ver el Siglo XXI?"
Ocurren los segundos créditos del juego y al final se escucha a Snake dando un discurso a sus hombres y lo temina diciendo:"Este es nuestro hogar, Esto es OUTER HEAVEN".
Snake recibe una cinta y se preocupa pero Kaz le asegura que no hay explosivos, Snake mira la cinta que está escrita junto con el nombre en clave de la persona que lo envió: EVA.
Al terminar todas las misiones principales y adicionales Snake recibe una cinta donde Kaz habla con un sujeto desconocido, en esta cinta se revela que Kaz trabaja para Cipher.

## Personajes
Naked Snake (A.K.A. Big Boss)
Miembro fundador de la unidad especial “FOXHOUND”. Un experto en combate e infiltración. Snake es el héroe que una vez ya rescató al mundo de convertirse en un lugar lleno de guerras nucleares. Snake mantiene el título de “Big Boss” por derrotar a “The Boss”- una mujer legendaria conocida como la madre de las Fuerzas Especiales. Ahora reside en Latinoamérica, liderando un grupo de mercenarios conocido como MSF (Militaires Sans Frontières), también conocidos como “Soldados sin Fronteras”. Entre las filas de sus seguidores es conocido como Boss.
Kazuhira "Kaz" Miller
El mítico Master Miller que hizo su primera aparición en el incidente de Zanzíbar Land y que “apareció” en Metal Gear Solid para PlayStation, cuando Liquid Snake finge ser Miller, quien había muerto en un incidente de Shadow Moses. Esta vez, lo veremos en su juventud y será una pieza importante para la creación de Outer Heaven.
Al terminar todas las misiones principales y adicionales Snake recibe una cinta donde Kaz habla con un sujeto desconocido, en esta cinta se revela que Kaz trabaja para Cipher.
Paz Ortega Andrade
Es una estudiante  de 16 años que quiere por encima de todo la Paz. Ella y su profesor piden ayuda a Snake en el inicio de la historia.
Tras la muerte de Zadornov se descubre que en realidad es una agente de Cipher llamada Pacifica Ocean e intenta obligar a Big Boss a aliarse con Zero, pero sus planes fueron frustrados por el mismo Snake.
Ramón Gálvez Mena/Vladimir Zadornov
Ramon Gálvez o Profesor Gálvez es el profesor de Paz, lleva una prótesis como mano en color rojo metálico, quien resulta ser en realidad un miembro de la KGB cuyo nombre real es Vladimir Alexandrovich Zadornov.
Zadornov le regaló a Big Boss la Mother Base, que se convertiría en la base principal de Militaires Sans Frontières con el fin de que derroten a la CIA.  En cierto momento, Zadornov le entregó soldados soviéticos a Hot Coldman, para vigilar su base. Después traicionó a Coldman haciéndose con el poder y quiso hacerse con Peace Walker para eliminar el resto de americanos en Nicaragua y hacerla comunista.
Le dispara a Coldman en la pierna e intenta que Paz lo mate, pero ella no lo hace, Coldman de camino a Mother Base, muere por la herida que le hizo Zadornov.
Zadornov es arrestado por traición e intento de asesinato a Snake. Escapa 7 veces gracias a Paz hasta un último encuentro donde Snake lo elimina.  Su nombre real, Vladimir, significa "Príncipe de la paz".
Amanda Valenciano Libre
Es la hermana de Chico y líder del Frente Sandinista de Liberación Nacional (FSLN), posee un parecido a Meryl de Metal Gear Solid.
El profesor Gálvez iba a usarla a ella y a los sandinistas para tomar el control del país eliminando a los últimos soldados de la CIA, pero estos se revelan contra él y apoyan a Snake, posteriormente se sabe que toman el control de Nicaragua.
Chico
Un niño de unos 12 años, hermano de Amanda. Le gusta las fotos de aliens y quiere ver "animales no identificados". Esta enamorado de Paz.
Huey
Un hombre exactamente igual que Hal (Otacon MGS1,2 y 4) en apariencia y voz, que va en silla de ruedas. Kojima dijo que Huey es exactamente el que estamos pensando (es el padre de Otacon). Es el científico detrás del proyecto Peace Walker, para el que desarrolló la Unidad Reptil.
Cécile Cosima Caminades
Ornitóloga de origen francés, la cual es buscada por Paz (lo cual hace que ella acuda a Snake) ya que esta grabó accidentalmente algo que desencadena los hechos de Metal Gear Solid: Peace Walker.
Dr. Strangelove
Strangelove, también conocida como Dra. Strangelove fue una científica miembro de NASA, y posteriormente de Militaires Sans Frontières, y la creadora de la IA del Metal Gear ZEKE. Es experta en AI (inteligencia Artificial).
Su nombre es una clara referencia a la película Dr. Strangelove.
Estuvo fuertemente ligada a The Boss, la mujer que amaba.
Coldman
Es el jefe de la estación CIA en Centroamérica, enemigo de Snake en esta aventura, diseñador y creador de Peace Walker, un Metal Gear.
Tiene tatuado detrás de la cabeza un lobo sosteniendo el símbolo de la paz.
Después de que Snake luchó contra Peace Walker, derrotando su forma bípeda, Coldman dirige a Peace Walker a la frontera entre Costa Rica y Nicaragua, hacia una base de misiles de EE. UU. Coldman introduce los datos falsos en Peace Walker en la sala de control de la base, con el fin de conseguir que lanzara un misil nuclear. Al Llegar a la ubicación de Coldman, Snake se enteró de que los datos de trayectoria falsificados podrían engañar a la IA, causando que Peace Walker lanzara un ataque de represalia.
Coldman muere desangrado por una bala de Zadornov
Trenya (personaje oculto)
Es un gato que habla y lleva un casco de color amarillo. Lleva en una barca a Snake a una isla donde Trenya según dice, que hay monstruos peligrosos. Su aparición es un claro homenaje a la saga Monster Hunter Freedom, ya que Trenya es un personaje de Monster Hunter Freedom Unite.

## Reparto
| Personaje               | Actor de doblaje                               |
| ----------------------- | ---------------------------------------------- |
| Snake                   | David Hayter                                   |
| Kazuhira Miller         | Robert Atkin Downes                            |
| Paz Ortega Andrade      | Tara Strong (Elisa/Úrsula en MGSPO)            |
| Ramón Gálvez Mena       | Steve Blum (Gene en MGSPO)                     |
| Amanda Valenciano Libre | Grey Delisle                                   |
| Chico                   | Antony Del Río                                 |
| Cécile Cosima Caminades | Cat Taber                                      |
| Huey                    | Christopher Randolph (Otacon en MGS1,2 y 4)    |
| Strangelove             | Vanessa Marshall (Olga en MGS2 y EVA en MGSPO) |
| Hot Coldman             | H. Richard Green                               |

## Reedición HD
En el E3 de 2011 fue anunciado el recopilatorio Metal Gear Solid HD Collection, que incluiría nuevas versiones HD de Metal Gear Solid 2: Sons of Liberty, Metal Gear Solid 3: Snake Eater y, solo en occidente, una versión HD de Metal Gear Solid: Peace Walker. El recopilatorio se publicó en América el 8 de noviembre de 2011, mientras que en Europa se publicó el 2 de febrero de 2012. En Japón, la ausencia de Peace Walker en MGS HD Colletion se compensó con la inclusión de un código de descarga para obtener Metal Gear Solid, mientras que la versión HD de Peace Walker se publicó el 10 de noviembre de 2011 como un lanzamiento en solitario titulado Metal Gear Solid: Peace Walker HD Edition, que incluye mejores gráficas, teniendo resolución de 1080p en video, imágenes a 60fps y compactibilidad con el stick derecho de los controles para manipular las cámaras.